# GeoJSON
GeoJSON je otevřený standardní formát navržený pro reprezentaci jednoduchých prostorových geografických dat společně s jejich atributy. GeoJSON formát je založen na formátu JavaScript Object Notation.

## Příklady
Následující příklad obsahuje geografický bod umístěný do
geometrického středu Česka.
```
{

    
"type"
:
 
"Point"
,

    
"coordinates"
:
 
[

        
15.338639
,

        
49.74375
 

    
]

}

```